# Cursorius coromandelicus
El corredor indio (Cursorius coromandelicus) es una especie de ave charadriforme de la familia Glareolidae endémica del subcontinente indio, principalmente de las planicies entre el Ganges y el Indo. Como otros corredores, es un ave terrestre que se alimenta de insectos que encuentra en los campos semidesérticos.

## Descripción

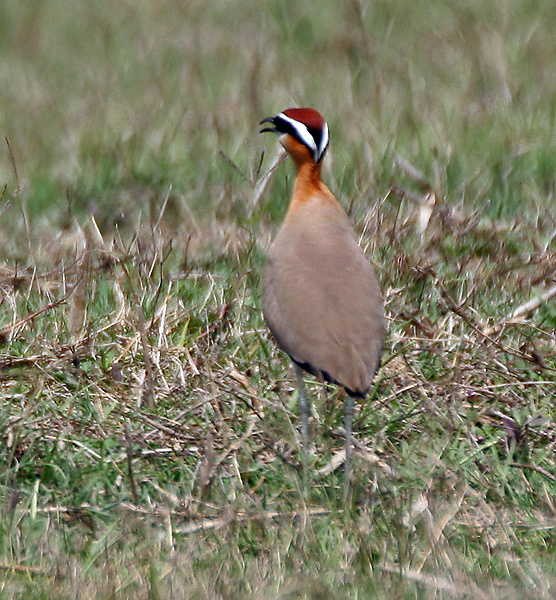
Adulto (parque nacional de Keoladeo).

Esta especie solapa su área de distribución con otros corredores del sur de Asia similares como el corredor sahariano. Aunque esta especie tiene una coloración más intensa que el corredor sahariano y su lista ocular es más ancha y empieza en la base del pico. El píleo del corredor indio es castaño y su cuello y pecho son de color canela anaranjado, el resto de su cuerpo es pardo grisáceo uniforme. Su nuca forma un triángulo negro en la confluencia de sus dos listas superciliares blancas. En vuelo muestra el obispillo blanco, y no tiene las puntas de las alas con un negro tan contrastado como el sahariano. Ambos sexos tienen un aspecto similar.
Sus patas son blanquecinas y tiene solo tres dedos dirigidos hacia adelante como los demás corredores.
Está cercanamente emparentado con los demás corredores de la región y forma una superespecie con Cursorius cursor, Cursorius rufus y Cursorius temminckii.

## Distribución y hábitat

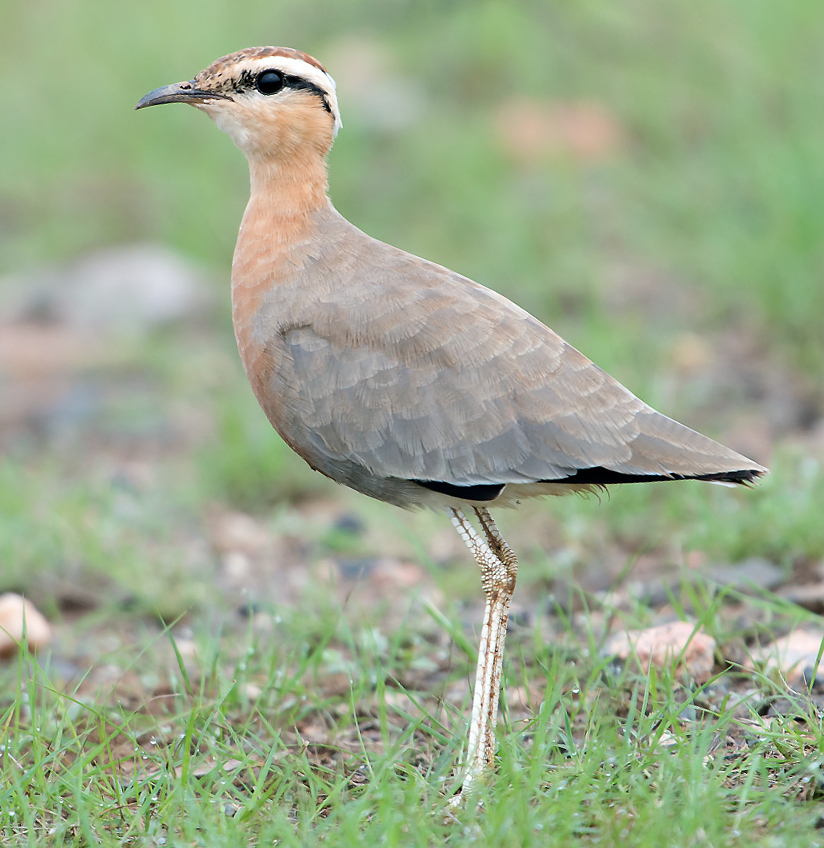
En Sonkhaliya, Rajasthan.

Esta especie suele encontrarse en terrenos abiertos, secos y pedregosos, desde el valle del Indo hasta Bangladés en el este hasta el sur de la India peninsular. A veces se encuentra en las zonas secas del norte de Sri Lanka. Evita los bosques húmedos. En el sur de la India, ocupa las zonas más secas de la costa este, la región de Coromandel, donde no es infrecuente, y de la que recibe su nombre científico. También está distribuido de forma fragmentaria en otras partes de la península. También es común en la meseta del Decán y en las regiones áridas del noroeste de la India como Rajasthan y Guyarat. Es una especie sedentaria en algunas regiones aunque suele hacer desplazamientos locales en otras.

## Comportamiento y ecología
Estas aves suelen ir en pequeñas bandadas. Generalmente están donde la hierba no es más alta que ellos, para tener la visión despejada. Se alimentan de insectos principalmente de termitas, escarabajos, grillos y saltamontes que picotean del suelo entre la hierba. Corretean por el suelo con paradas y arrancas bruscas y suelen despegar su vuelo con una repentina llamada en forma de gwaat. Su vuelo es fuerte y con batidas de alas rápidas. Suelen volar bajo y empiezan a correr al aterrizar.
Crían principalmente entre marzo y agosto. Se produce desde mediados de mayo en el sur de la India y Sri Lanka y a mediados de abril en Darbhanga. Su nido consiste simplemente en un hoyo excavado en el suelo rocoso, donde pone entre 2 y 3 huevos esféricos de cáscara moteada para proporcionar un efecto de camuflaje.  Los pollos tienen colores miméticos y oyen una grito de alarma permanecen inmóviles. Los adultos no emiten llamadas o realizan gestos cuando alguien se acerca al nido o a los pollos. Los pollos son capaces de desplazarse desde la eclosión aunque inicialmente son alimentados por sus padres, y empiezan a alimentarse solos a la semana.

## Amenazas
Los hábitats abiertos y semiáridos utilizados por el corredor indio están amenazados por las actividades humanas como la construcción y la agricultura. En algunas partes de Guyarat la especie es muy común en los campos de hierba corta y los barbechos pero están desapareciendo de muchas áreas. En algunas zonas los vehículos, la actividad industrial han destruido los hábitats que ocupaban anteriormente.